# Emmanuel Yeboah
Emmanuel Yeboah, né le 25 février 2003 à Sunyani au Ghana, est un footballeur ghanéen qui évolue au poste d'ailier droit à l'Halmstads BK.

## Biographie

### En club
Né à Sunyani au Ghana, Emmanuel Yeboah est formé dans le club local du Duayaw Nkwanta, avant de jouer pour les Young Apostles, toujours au Ghana. Il est repéré par le club roumain du CFR Cluj qu'il rejoint en mars 2022. Dans un premier temps laissé à la disposition de l'équipe réserve, il impressionne et Dan Petrescu, l'entraîneur de l'équipe première le repère et l'intègre dans le groupe professionnel.
Yeboah fait finalement ses débuts en professionnel le 9 juillet 2022, lors d'une rencontre de Supercoupe de Roumanie face au Sepsi OSK. Il entre ne jeu à la place de Adrian Păun (en) et son équipe s'incline par deux buts à un. Il découvre également la coupe d'Europe en faisant sa première apparition en Ligue des champions le 13 juillet 2022, lors d'un match de qualification face au FC Pyunik. Il entre en jeu et son équipe est battue après une séance de tirs au but. Le jeune attaquant ghanéen inscrit son premier but en professionnel le 7 août 2022, lors d'une rencontre de championnat face au Chindia Târgoviște. Il est titularisé et participe à la victoire de son équipe par deux buts à zéro,.
Lors du mercato d'hiver 2023, Yeboah est proche de rejoindre le club tchèque du SK Slavia Prague mais le transfert n'aboutit finalement pas en raison de problèmes problèmes liés aux frais de transfert et aux examens médicaux,.
Le 19 août 2023, Yeboah rejoint le Danemark et signe au Brøndby IF pour 4 ans. Les frais de transfert sont estimé à 3 millions d'euros et 25% des frais d'un futur transfert. 

## Palmarès
CFR Cluj
- Supercoupe de Roumanie :
  - Finaliste : 2022.